# Dmîtrivka, Znameanka
Dmîtrivka (în ucraineană Дмитрівка) este localitatea de reședință a comunei Dmîtrivka din raionul Znameanka, regiunea Kirovohrad, Ucraina.

## Demografie
Componența lingvistică a localității Dmîtrivka
     Ucraineană (89,62%)
     Rusă (8,61%)
     Alte limbi (1,25%)
Conform recensământului din 2001, majoritatea populației localității Dmîtrivka era vorbitoare de ucraineană (89,62%), existând în minoritate și vorbitori de rusă (8,61%).